# Ben Key
El Almirante Sir Benjamin John Key, KCB, CBE, ADC (nacido el 7 de noviembre de 1965) es un alto oficial de la Marina Real británica. Se desempeña como Primer Lord del Mar desde noviembre de 2021. Ha comandado los buques de guerra Sandown, Iron Duke y Lancaster, y ha estado desplegado en operaciones en Kosovo e Irak. Fue nombrado Comandante de la Flota en 2016 y Jefe de Operaciones Conjuntas en 2019.

## Primeros años y educación
Key nació el 7 de noviembre de 1965  Fue educado en Bromsgrove School, una escuela privada en Bromsgrove, Worcestershire. Estudió física en Royal Holloway, Universidad de Londres, graduándose con una licenciatura en Ciencias (BSc) en 1988.

## Carrera naval
Key ingresó en la Marina Real en 1984.Durante su carrera inicial, sirvió como observador en la Flota Aérea y participó como oficial de guerra principal a bordo de la fragata HMS Somerset durante la guerra de Kosovo en 1999. Posteriormente, asumió brevemente el mando del cazaminas HMS Sandown antes de ser nombrado comandante de la fragata HMS Iron Duke en 2000 y de la HMS Lancaster en 2001.
En 2003 pasó a ser oficial de Estado Mayor en la Dirección de Recursos y Planes Navales del Ministerio de Defensa, y luego asesor del Director del Estado Mayor Conjunto en el Cuartel General Conjunto iraquí en 2006. Tras su ascenso a capitán el 30 de junio de 2006,  fue nombrado oficial de Estado Mayor en el Cuartel General Conjunto Permanente en Northwood en 2007. Después de eso se convirtió en comandante del portaaviones HMS Illustrious en febrero de 2009, Comodoro de la Organización Aeromarítima Conjunta en febrero de 2010 y Director de Planes y Medios Navales del Ministerio de Defensa en mayo de 2011.
Key asumió el cargo de Oficial Principal de Estado Mayor del Jefe del Estado Mayor de Defensa en noviembre de 2011  y fue designado Oficial de Bandera de Entrenamiento Marítimo en abril de 2013. El 10 de febrero de 2016, fue nombrado comandante de la flota y ascendió al rango de vicealmirante.[3] [4] En abril de 2019, se convirtió en Jefe de Operaciones Conjuntas.

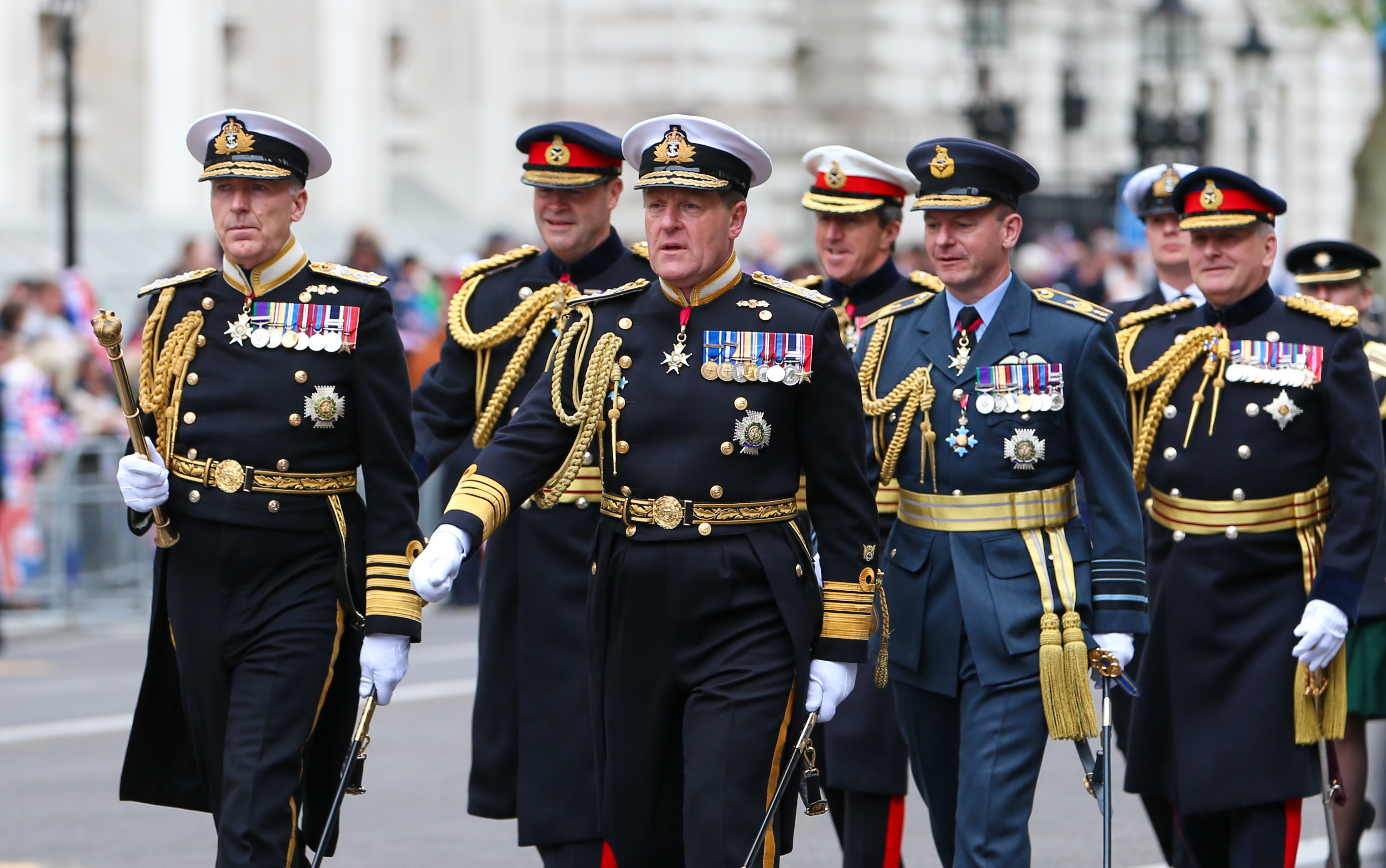
Key (centro) con otros jefes de defensa durante la procesión de coronación de Carlos III, mayo de 2023

Key recibió la Medalla Estrella de Bronce de los Estados Unidos en 2006 y fue nombrado Comandante de la Orden del Imperio Británico (CBE) en los Honores de Año Nuevo de 2016,   y Caballero Comandante de la Orden del Baño (KCB) en los Honores de Año Nuevo de 2021.  El 20 de diciembre de 2018 , la Royal Holloway University of London le otorgó el título honorario de Doctor en Ciencias (D.Sc).
Key dirigió la Operación Pitting, los esfuerzos de evacuación del Reino Unido en Afganistán tras la ofensiva talibán de 2021, en agosto de 2021 y, el 15 de octubre, se anunció que Key sería el próximo Primer Lord del Mar.  Asumió el cargo de manos del almirante Sir Tony Radakin el 8 de noviembre de 2021.

## Vida personal
En 1994, Key se casó con Elly. Juntos tienen tres hijos: dos varones y una niña.